# Umoe Mandal

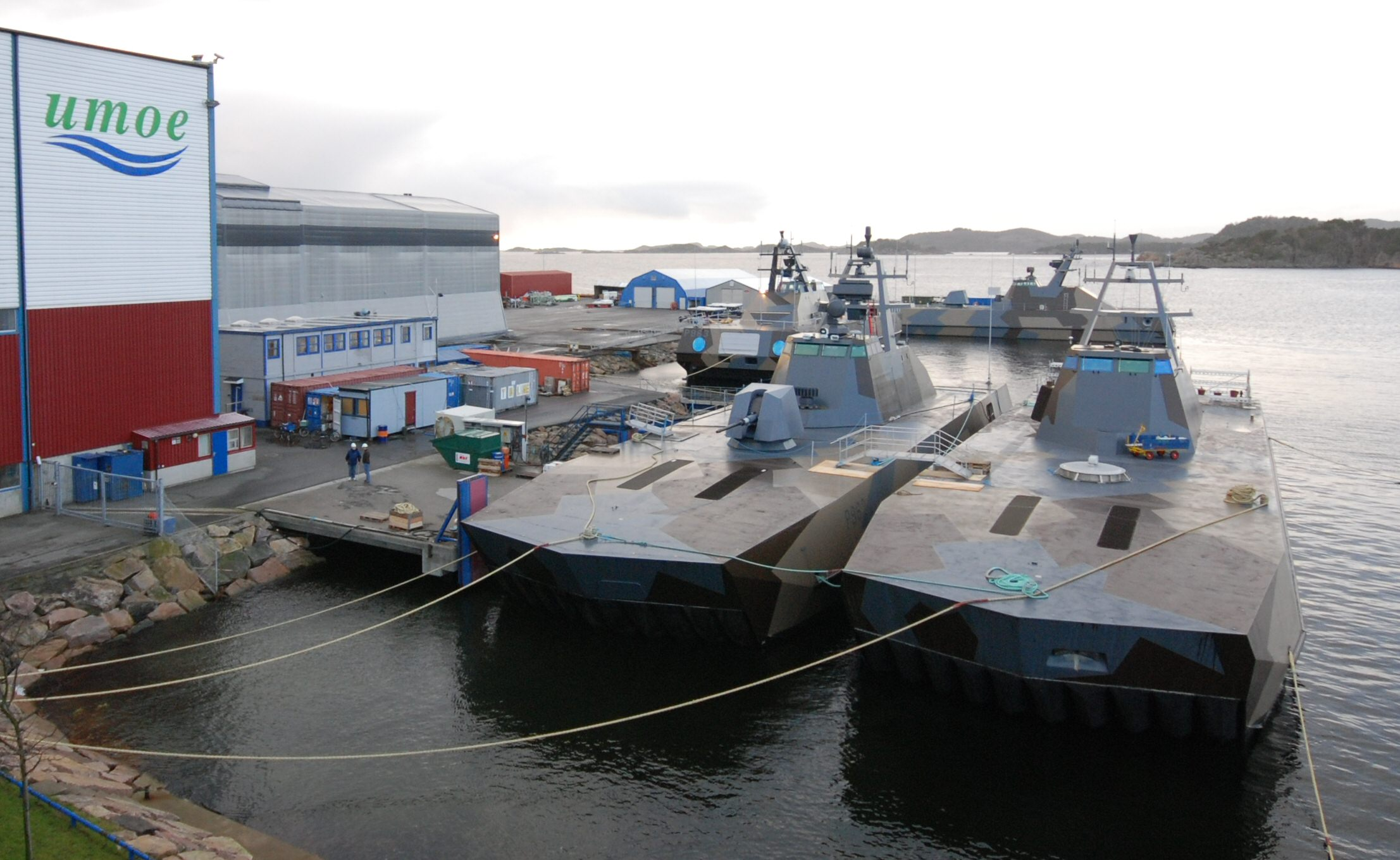
Vier Boote der Skjold-Klasse an der Pier der Umoe Mandal Werft

Umoe Mandal AS ist ein Schiffbauunternehmen des Ulltveit-Moe-Konzerns (Umoe). Die Werftanlagen liegen in Mandal (Kommune Lindesnes) in Norwegen.
Das Unternehmen wurde 1989 als Kværner Båtservice gegründet, später in Kværner Mandal umbenannt und firmiert seit 2000 als Umoe Mandal. Der Schwerpunkt der Werft liegt in der Konstruktion von schnellen Marinefahrzeugen, Minenabwehrfahrzeugen und Schnellbooten. Sie ist Lieferant der norwegischen Marine, für die sie derzeit die Flugkörperschnellboote der Skjold-Klasse baut.
Das Unternehmen genießt eine hohe Reputation bei der Verwendung von faserverstärkten Kunststoffen (FKV) für Marineanwendungen. Umoe Mandal entwirft und entwickelt militärische und zivile Schiffe sowie fortschrittliche militärische Komponenten aus FKV-Materialien, z. B. Lufteinlässe in Stealth-Technik oder Radialventilatoren aus carbonfaserverstärkten Materialien. Darüber hinaus entwickelt und produziert das Unternehmen durch seine 2002 gegründete Tochterfirma Umoe Ryving Rotorblätter aus Verbundmaterialien für Windkraftanlagen.